# Cao Quân Hiền
Cao Quân Hiền (tiếng Anh: Matthew Ko Kwan Yin), sinh ngày 20 tháng 05 năm 1984 tại Triều Sán, Quảng Đông. Là một nam diễn viên, ca sĩ Hồng Kông.

## Tiểu sử và sự nghiệp
Năm 7 tuổi, Cao Quân Hiền cùng gia đình di dân sang Canada, đến năm 2004 anh quay về Hồng Kông để làm người mẫu. Năm 2005, anh tham gia và đoạt quán quân trong cuộc thi Nam vương Hồng Kông, sau đó anh chính thức ký hợp đồng với TVB, trở thành nghệ sĩ trực thuộc nhà đài.
Năm 2006, anh tham gia bộ phim truyền hình Phì Điền hỉ sự do TVB sản xuất. Năm 2009, anh vào vai nam tuyến hai Trần Quân Bác trong bộ phim Đại lão gia sau bức màn. Năm 2013, anh tham gia bộ phim Nữ cảnh tác chiến cũng với vai diễn tuyến hai Vương Tử Truyện, đây là một trong những vai diễn nổi bật nhất của anh.
Tháng 09 năm 2015, anh rời khỏi TVB, gia nhập công ty Thịnh Thế Cường Âm. Tháng 10 cùng năm, anh thủ vai chính cho bộ phim Sơn Hải Kinh - Truyền thuyết xích ảnh. Tháng 06 năm 2016, anh tham gia diễn vai Triển Chiêu cho bộ phim truyền hình Bao Thanh Thiên.
Cao Quân Hiền có sở thích chơi đàn piano, khúc côn cầu, trượt tuyết, đua xe và đặc biệt là bóng rổ, thần tượng của anh là huyền thoại bóng rổ người Mĩ Kobe Bryant. Thuở nhỏ, anh có mơ ước là trở thành giáo sư hoặc diễn viên. Anh có thể nói thành thạo tiếng Anh, tiếng Pháp, tiếng Quảng Đông và tiếng Quan Thoại, do nhập cư đến Toronto từ khi còn nhỏ nên có quên đôi chút tiếng Hoa, nhưng sau khi trở về Hồng Kông, anh đã học lại và thông thạo.

## Phim tham gia
| Năm  | Tên phim                                          | Tên gốc      | Vai diễn                    | Ghi chú                 |
| ---- | ------------------------------------------------- | ------------ | --------------------------- | ----------------------- |
| 2006 | Trên cả tình yêu (Phì Điền hỉ sự)                 | 肥田喜事     | Tưởng Văn Tuấn              | Nam tuyến 4             |
| 2007 | Bức hoạ cuộc đời (Tả ỷ nhân sinh)                 | 寫意人生     | Jason                       | Khách mời (tập 2)       |
| 2007 | Cảnh sát mới ra trường (Học cảnh xuất canh)       | 學警出更     | Lộ Nhân Trạch               | Khách mời (tập 18 - 20) |
| 2007 | Vũ điệu cuộc đời / Bước nhảy (Vũ động toàn thành) | 舞動全城     | Dickson Mễ Dịch Sinh        | Nam tuyến 3             |
| 2007 | Cảnh sát tài ba (Thông thiên cán tham)            | 通天幹探     | La Chí Hiền                 | Nam phụ                 |
| 2008 | Bằng chứng thép II (Pháp chứng tiên phong 2)      | 法證先鋒 II  | Wilson Mạc Chính Khang      | Nam phụ                 |
| 2008 | Lời nói ngọt ngào (Điềm ngôn mật ngữ)             | 甜言蜜語     | Wilson Chung Anh Hùng       | Nam phụ                 |
| 2009 | Đại lão gia sau bức màn (Mạc hậu đại lão gia)     | 幕后大老爷   | Thẩm Quân Bác               | Nam tuyến 2             |
| 2009 | Anh hùng trong biển lửa 3 (Liệt hỏa hùng tâm 3)   | 烈火雄心3    | Billy Trần Lạc Sinh         | Nam phụ                 |
| 2010 | Viên socola thần kỳ (Tình nhân nhãn lý cao nhất)  | 情人眼裏高一 | Cao Quân Hiền               | Khách mời               |
| 2010 | Giữ lại tình yêu (Sưu hạ lưu tình)                | 搜下留情     | Chung Nhật Lãng             | Nam phụ                 |
| 2010 | Bồ Tùng Linh                                      | 蒲松齡       | Từ Trọng Văn                | Nam phụ                 |
| 2010 | Nỗi đau người phụ nữ (Nữ nhân tối thống)          | 女人最痛     | Mộc Thôn Long               | Khách mời               |
| 2010 | Hành trình hái sao (Trích tinh chi lữ)            | 摘星之旅     | Bạn trai của Lệ Hà          | Khách mời               |
| 2010 | Công chúa giá đáo                                 | 公主嫁到     | Khổng Chí Cung (Nhị phò mã) | Nam phụ                 |
| 2010 | Độc tâm thần thám                                 | 讀心神探     | Kelvin Trương Chí Kiệt      | Nam phụ                 |
| 2010 | Sự cám dỗ nguy hiểm (Dụ tình chuyển bác)          | 誘情轉駁     | Stanley                     | Vai diễn quần chúng     |

2022 : Bằng chứng thép 5 ( PHÁP CHỨNG TIÊN PHONG 5 ) : 
Trương Thế Hy